# 白尾東インターチェンジ
白尾東インターチェンジ（しろおひがしインターチェンジ）は、石川県かほく市の月浦白尾インターチェンジ連絡道路（地域高規格道路）を構成する石川県道56号七塚宇ノ気線上にあるインターチェンジ。

## 概要
- 津幡方面のみ流出入可能なハーフインターチェンジである。

## 歴史
- 2004年（平成16年）3月20日：白尾西IC～舟橋JCT間の供用開始により開通。

## 道路
- 石川県道56号七塚宇ノ気線（月浦白尾インターチェンジ連絡道路）

## 接続する道路
- 石川県道162号高松内灘線

## 周辺
- 石川県西田幾多郎記念哲学館 - 宇ノ気出身の哲学者西田幾多郎と哲学についての展示がある。

## 隣
月浦白尾インターチェンジ連絡道路
白尾西IC - 白尾東IC - 内日角IC